# إنا موراي
إنا موراي (بالإنجليزية: Ena Murray)‏ هي كاتِبة جنوب أفريقية، ولدت في 27 ديسمبر 1936 في Loxton, South Africa ‏ في جنوب أفريقيا، وتوفيت في 4 يونيو 2015.